# Ørholm Mølle
Ørholm Mølle var en vandmølle og tidligere krudtværk ved Mølleåen.

## Møllens historie
Møllen omtales i Roskildebispens Jordebog fra 1370'erne som molendinum Ørewaz. Stedet hed da Ørevad og hentyder til, at der sandsynligvis var et vadested over åen. Det skiftede efterhånden navn til Ørholm, og i 1670 findes navnet Øerholmen nedskrevet.
Møllen var oprindeligt en kornmølle, men i 1558 blev den omdannet til krudtmølle. Krudtmøllen var en statslig virksomhed, og den blev i 1620'erne moderniseret efter hollandsk forbillede. Fra 1653 blev fabrikken solgt til en privat borger, Herman Isenberg, med kontrakt om, at Isenberg skulle dække statens behov for krudt, men derudover gerne måtte sælge til private. Krudtet blev lagret i Nørreport, og det blev blandt andet anvendt under Københavns belejring (1658-1660).
I de næste 50 år skiftede møllen ejere flere gange, bl.a. ejede en Albrecht Heins, som også ejede Lundtofte, møllen 1670-72. Peder Griffenfeld besøgte ofte stedet, da flere af ejerne, bl.a. Heins, var hans personlige venner.
I 1716 eksploderede drøgstuen (dvs tørrestuen), og to arbejdere blev dræbt, samt 300 kg krudt gik tabt.
1724 blev møllen overtaget af hofkobbersmed Poul Badstuber, som i forvejen ejede Brede Mølle og Nymølle, og han indrettede i stedet en kobbermølle og jernvarefabrik på stedet. Værket måtte imidlertid gå på tvangsauktion i 1742, og Johannes Castenschiold købte den for at nyde godt af det privilegium på "Lee- og Skiære Kniv Fabrique", som han i forvejen havde.
I 1793 blev fabrikken af to englændere, Henry Nelthropp og John Joseph Harris, omdannet til papirfabrik, primært med det formål at producere trykpapir, tapetpapir og blåt indpakningspapir. Året efter købte de Nymølle, og de to møller fungerede derefter i 125 år som papirfabrikker. Fra 1830 og frem var det en langsom nedgangsperiode, da konkurrencen fra den langt større papirfabrik på Strandmøllen overtog markedet. 1854 blev Ørholm solgt til ejerne af Strandmøllen og blev nu en del af, hvad der næsten kan betegnes som et dansk papirmonopol. I samme periode blev møllen moderniseret med dampkraft og turbiner. Fabrikken eksisterede til 1922. Fra 1930 til 1977 var der en krøluldstæppe- og springmadrasfabrik ved navn "Lama" i bygningerne, derefter blev de købt af staten og anvendes i dag af Nationalmuseet.

## Ørholm Hovedgård
Møllens direktørbolig hedder Ørholm Hovedgård, men har aldrig været en hovedgård i betydningen "herregård". Det vides ikke præcist, hvornår den nuværende gård blev opført, ej heller hvem der tegnede den. Det er sandsynligt, at boligen blev opført under Lauritz Stubs ejerskab omkring midten af 1700-tallet. Han producerede bl.a. stensave til brug ved udskæring af sandsten og marmor til palæbygninger. Stub søgte i 1753 om tilladelse til at føre et større parti mursten igennem Dyrehaven, og det er nærliggende at tro, at de skulle anvendes til opførelsen af gården.
Efter at J.C. Drewsen & Sønner i 1854 havde overtaget Ørholm Mølle, var det ikke længere nødvendigt at anvende gården til direktørbolig, og den blev derfor udlejet som privatbolig. Den første beboer blev oberst A.F. Tscherning og hans familie. Fra 1866 flyttede Christian Drewsens datter Ophelia ind i boligen med sin mand, redaktør Henrik Godske-Nielsen. Boligen har haft skiftende ejere, bl.a. borgmester i Lyngby-Taarbæk Kommune Paul Fenneberg, som ejede den i perioden 1933-1982.

## Ejere af Ørholm Mølle
- Kronen 1558-1653
- Herman Isenberg 1653-1660
- Elisabeth Isenberg 1660-1669
- Albrecht Heins 1670-1672
- Magdalene Heins 1672-1691
- Hans von Buchwald og Detlev von Buchwald 1691-1724
- Poul Badstuber 1724-1734
- To tyske hammersmede 1734-1742
- Johannes Castenschiold 1742-1747
- Lauritz Stub 1747-1771
- Amy Nielsen 1771-1786
- Hartvig Marcus Frisch 1787-1793
- Henry Nelthropp & John Joseph Harris 1793-1806
- John Bromley Nelthropp (Henrys søn) & Ernst Schimmelmann 1806-1837
- Skiftende ejere 1837-1846
- H.L. Danchell 1846-1854
- J.C. Drewsen & Sønner 1854-1889
- Aktieselskabet De Forenede Papirfabrikker 1889-1933
- Erik Daverkosen 1933-1977
- Staten 1977-